# نظرية الجبل الجليدي

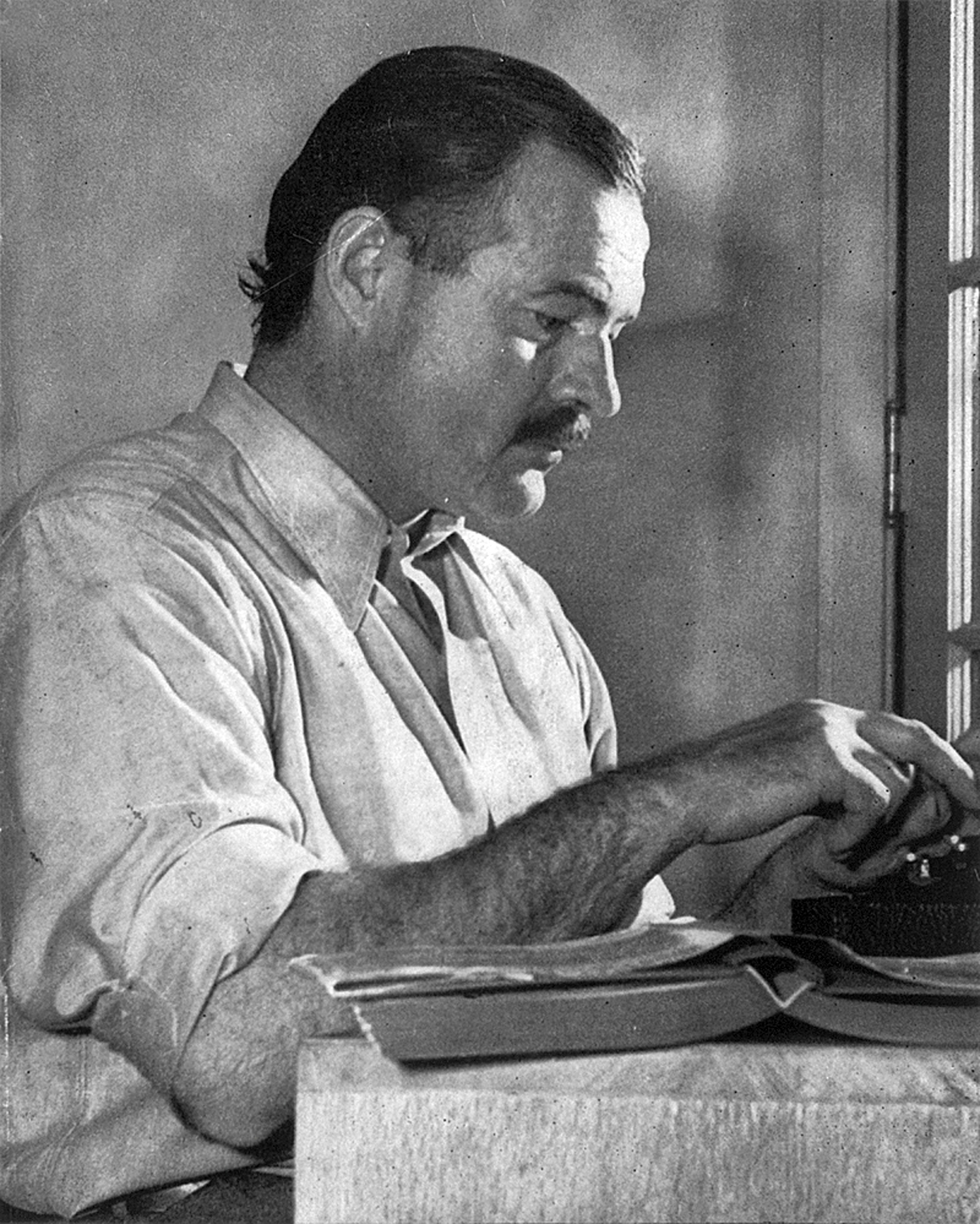
صورة للكاتب الأمريكي إرنست همينغوي التقطت لأجل طبعة عام 1940 من روايته «لمن تقرع الأجراس»

نظرية الجبل الجليدي (المعروفة كذلك باسم «نظرية الإسقاط») (بالإنجليزية: Iceberg Theory)‏ هي أسلوب كتابة تبناه الكاتب الأميركي «إرنست همينغوي»؛ حيث كان عليه أثناء عمله كصحفي شاب أن يركز في تقاريره على الأحداث المباشرة مع القليل من التفسيرات،
وعندما أصبح كاتب قصص قصيرة احتفظ بهذا النمط في أضيق الحدود مركزًا على العناصر السطحية دون مناقشة الموضوعات الأساسية بشكل صريح، حيث كان يؤمن بأن المعنى الأعمق للقصة لا ينبغي أن يكون واضحًا على السطح، وانما يجب أن يتألق ضمنيًا من خلالها. ولقد أدعى النقاد أمثال «جاكسون بنسون» أن نظرية الجبل الجليدي أدت إلى ابتعاد هيمنجواي عن الشخصية التي يبتكرها جنبًا إلى جنب مع الوضوح المميز لأسلوبه.

## الخلفية
عمل هيمنجواي في الصحافة قبل أن يُصبح روائيًا مثله في ذلك مثل الكثير من الكتاب الأميركيين الآخرين، مثل مارك توين وستيفن كرين وثيودور درايزر وسنكلير لويس وويلا كاثر، فبعد تخرجه من المدرسة الثانوية عمل كمراسل متدرب لجريدة «ذا كانساس سيتي ستار»، حيث تعلم سريعًا أن الحقيقة غالبًا ما تكون مخفية تحت سطح القصة، كما أصبح على دراية بالفساد في سياسة المدينة، وأنه هناك في غرف طوارئ المستشفيات ومراكز الشرطة يوجد قناع من السخرية يُرتدى «كدرع حماية طالما لازالت نقاط الضعف موجودة». وفي أعماله الأدبية، كتب هيمنجواي عن الأحداث وثيقة الصلة مستثنيًا الخلفية.
ولقد غطى هيمنجواي الحرب اليونانية التركية في أكثر من اثنتي عشرة مقالة أثناء عمله مراسلًا صحفيًّا لصحيفة «تورونتو ستار» حين كان يسكن في باريس في مطلع العشرينات من القرن العشرين، ولقد وضح كاتب سيرته جيفري مايرز أنه «كان ينقل بموضوعية الأحداث العاجلة فقط بهدف الوصول إلى التركيز والتكثيف الشديد، أي تسليط الضوء بدلًا من المسرحة». ولقد اكتسب من الحرب التركية اليونانية خبرة قيمة في مجال الكتابة ترجمها إلى كتابة الخيال، حيث كان يعتقد أن الخيال يمكنه أن يستند إلى الواقع إذ ما كانت التجربة منقحة، كما أوضح «أن ما يبتكره كان أكثر صدقًا مما يذكُّره».

## التعريف
تصور هيمنجواي فكرة نظريته الجديدة في الكتابة بعد انتهائه من كتابة قصته القصيرة «في غير أوانه»، وفي مذكراته «وليمة متنقلة» التي كتبها عن حياته ككاتب شاب في باريس والتي نشرت بعد وفاته، يقدم هيمنجواي تفسيرًا قائلا «لقد أغفلت النهاية الحقيقية (لقصته القصيرة في غير أوانه)، والتي كانت شنق الرجل العجوز نفسه، فلقد أغفلتها بناءً على نظريتي الجديدة القائلة بأنه يمكنك حذف أي شيء... وأن هذا الجزء المحذوف سوف يعزز القصة».، وفي الفصل السادس عشر في كتابه «موت في الظهيرة» نجده يقارن نظريته في الكتابة بالجبل الجليدي.
| "لو أن كاتب النثر يعرف ما يكفي عما يكتب فربما يُسقط الأشياء التي يعرفها هو والقارئ، وإن كان يكتب بصدقٍ كافٍ فسوف يكون لديه -أي القارئ- شعور قويًا بهذه الأشياء وكأن الكاتب قد ذكرها، فوقار حركة الجبل الجليدي يرجع إلى أن ثمنه فقط هو الذي يظهر فوق الماء، فالكاتب الذي يُسقط أشياء لأنه ليس على دراية بها يُشكل فجوات في كتابته" |
| —ارنست هيمنجواي - موت في الظهيرة |

ويعتقد كاتب سيرة هيمنجواي «كارلوس بيكر» أن هيمنجواي -ككاتب قصص قصيرة- قد تعلم «كيف يستخلص الأكثر من الأقل، وكيف يقلم اللغة ويتجنب فقدان الحركة، وكيف يضاعف الكثافة، وكيف لا يقول إلا الحقيقة بطريقة تمكنه من قول أكثر من الحقيقة»، كما يوضح بيكر أنه عند الكتابة وفقًا لنظرية الجبل الجليدي تطفو الحقائق الثابتة فوق الماء، بينما تعمل البنية الداعمة مكملة بالترميز بعيدًا عن الأنظار.
يشار إلى نظرية الجبل الجليدي أيضًا بـ «نظرية الاسقاط»، فقد كان هيمنجواي يعتقد أن الكاتب بإمكانه أن يصف فعلا كوصفه لصيد «نيك آدامز» في «النهر الكبير ذو القلبين» بينما ينقل رسالة مختلفة عن الفعل نفسه، فـ «نيك آدامز» يركز على الصيد لدرجة أنه لا يضطر إلى التفكير في المأساة التي واجهها في الحرب.، ففي مقاله «فن القصة القصيرة» كان هيمنجواي واضحًا بشأن طريقته: «عليّ أن أجد أشياءً قليلة حتى أكون أمينًا، فإذا أهملت أشياءً أو أحداثًا هامة أنت تدركها فإن القصة ستقوى، لكن إذا أهملت شيءً ما أو تخطيته لأنك لا تعرفه فإن قصتك ستصبح بلا قيمة، فاختبار أي قصة يكون من خلال جودة الأشياء التي تتجاهلها أنت لا المحررون». ولقد شرحت إحدى الكاتبات كيفية تحقيق «الوقار» في القصة:

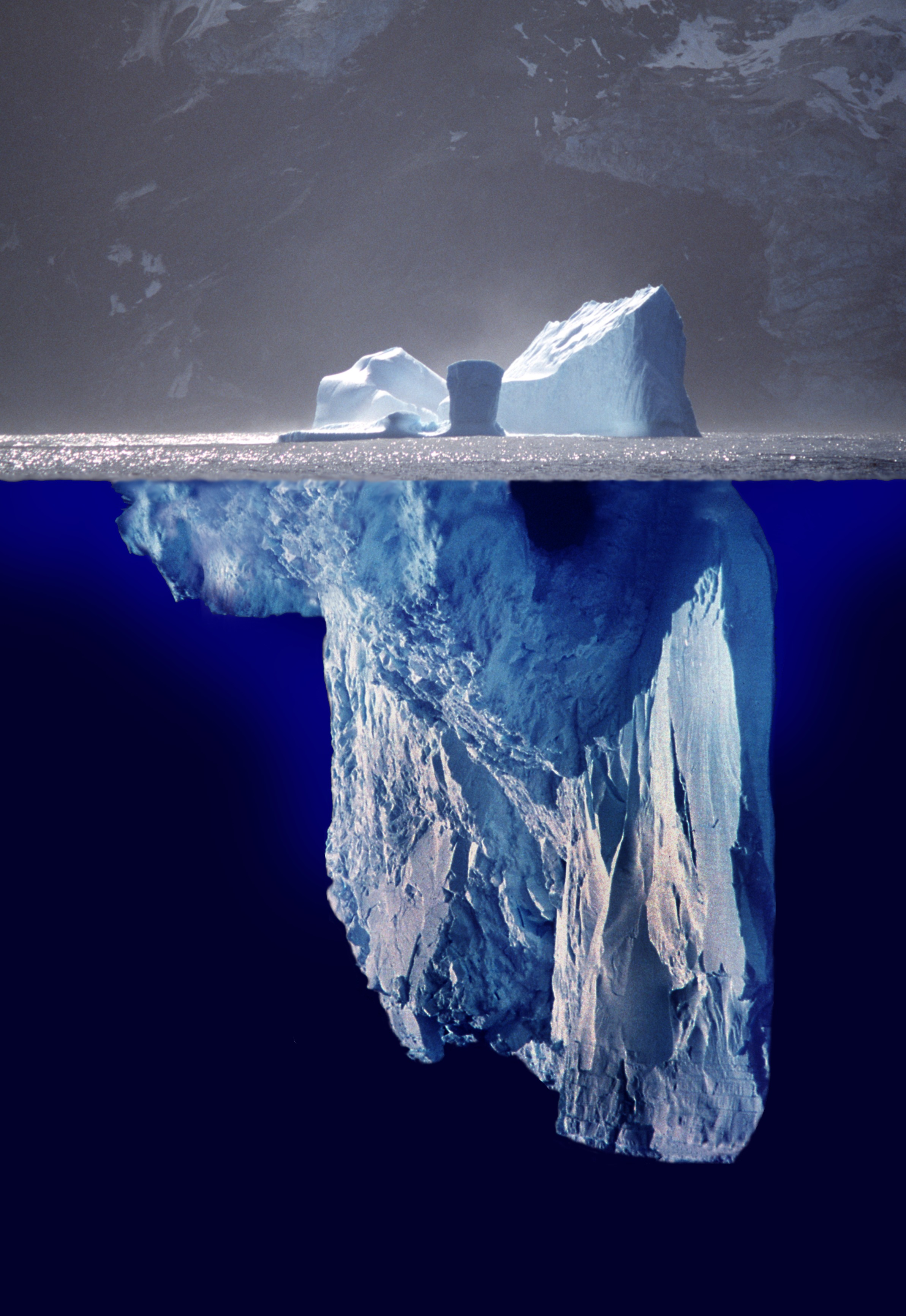
الجبل الجليدي... ثمنه فقط هو الذي يظهر فوق الماء

ولقد استوعب هيمنجواي ممارسة تقصير النثر بالقدر الممكن من خلال قراءته للكاتب روديارد كبلينغ، وكتب عن مفهوم الإسقاط في كتابه «فن القصة القصيرة»: «تستطيع إسقاط أي شيء لو أنك تعلم أنك قد أسقطته، ولو أن الجزء الذي قمت بإسقاطه سيقوي القصة ويجعل الناس يشعرون بشيء أكثر مما يفهمونه.»، معتقدًا أن الكاتب يقوي عمله الأدبي من خلال جعل هيكله خفي، وأن «جودة العمل يمكن الحكم عليها من جودة العناصر التي يقصيها الكاتب.»
ونظرًا لما أضافه أسلوبه إلى الجمال من استخدام «الجمل التقريرية والتصوير المباشر للعالم المرئي» بلغة واضحة وبسيطة، أصبح إرنست همينغوي «كاتب النثر الأكثر تأثيرًا في القرن العشرين» وفقًا لرأي كاتب السيرة مايرز.
وتبين «زو ترود» في مقالها «عين كاميرا هيمنجواي» أن هيمنجواي يستخدم التكرار في النثر كي يبني ملصقة من اللقطات السريعة لإيجاد صورة كاملة، مدعية أن نظرية الجبل الجليدي «هي أيضًا شلال جليدي يغمره تعدد البؤر الجمالية بالحركة.» ومعتقدة كذلك أن نظرية الجبل الجليدي «تتطلب أن يشعر القارئ بالقصة بأكملها» وأن القارئ معني «بملئ بمشاعره الفجوات التي سببها الإسقاط».
يري الباحث جاكسون بنسون أن هيمنجواي استخدم تفاصيل السيرة الذاتية لتعمل كأدوات تأطير كي يكتب عن الحياة بشكل عام وليس فقط عن حياته، مفترضًا على سبيل المثال أن هيمنجواي استخدم خبراته وبرزها كذلك مع سيناريوهات «ماذا لو»: «ماذا لو أنني أُصبت بهذه الطريقة فلم أستطع النوم في الليل؟ ماذا لو أنني أُصبت وجننت؟، ماذا كان ليحدث لو أنني أُُرسلت إلى الجبهة؟» ويقوي هيمنجواي الدراما بفصل نفسه عن الشخصيات التي يبدعها، فالوسيلة التي تحقق دراما قوية هي تقليص أو إسقاط المشاعر التي أنتجت العمل الذي يكتبه.
وتُسلط نظرية الجبل الجليدي الضوء على الآثار الرمزية للفن، حيث يستخدم هيمنجواي الحركة البدنية ليفسر طبيعة وجود الإنسان، ويمكن الإثبات بشكل مقنع أن «هيمنجواي عند تصويره حياة الانسان من خلال الأنماط الأدبية، يضع المرء باستمرار على خلفية عالمه وكونه ليختبر بذلك موقف الإنسان من وجهات نظر مختلفة».

## باكورة أدب هيمنجواي وقصصه القصيرة
يعتقد غويندولين تيتلو أن باكورة أدب هيمنجواي مثل قصته القصيرة «المخيم الهندي» تظهر قلة اهتمامه بتطور شخوصه من خلال وضع الشخصية ببساطة في محيطها، ومع ذلك فقد أنشأ استخدام الوصف التفصيلي - كصرخة المرأة والرجل الذي يدخن التبغ والجرح المعدي، إحساسًا صادقًا وحقيقيًا. بعبارة أخرى، يمكن للقصة أن تحقق التواصل من خلال التضمين، فعلى سبيل المثال، لم تذكر قصة «تلال كالفيلة البيضاء» كلمة «إجهاض» على الرغم من أن الرجل في القصة يبدو أنه يحاول إقناع عشيقته بالإجهاض. ويبين هيمنجواي أن «النهر الكبير ذو القلبين تدور حول فتى.. آتٍ من الحرب إلى وطنه... لذلك فإن الحرب وكل إشارة لها وكل ما يتعلق بها قد أُُسقط.» فقد أسقط هيمنجواي متعمدًا شيء ما في «المخيم الهندي» و«النهر الكبير ذو القلبين»، وهو يُعد القصتين جيدتين.
يوضح بيكر أن قصص هيمنجواي التي تتعلق بالرياضة تدور غالبًا حول الرياضيين أنفسهم، وأن الرياضة تكون عرضية في القصة. وعلاوة على ذلك نجد أن قصة «مكان نظيف جيد الإضاءة» -والتي تدور سطحيًا حول لا شيء أكثر من رجال يشربون في مقهى في وقت متأخر من الليل- نجد أنها في الحقيقة تدور حول ما يدفع الرجال إلى المقهى ليشربوا، والأسباب التي تجعلهم يبحثون عن الضوء في الليل، لا شيء مما هو مُتاح على سطح الحبكة، وإنما ما يكمن أسفل الجبل الجليدي. وتبدو قصة «النهر الكبير ذو القلبين» ظاهريًا وكأنها تدور حول «لا شيء» كقصة «مكان نظيف جيد الإضاءة»، لكن في باطن الـ «لا شيء» هذا يكمن جوهر القصة.

## الروايات
يعتقد بينسون أن الإسقاط الذي طبقه هيمنجواي على أعماله الأدبية يعمل كعازل بينه كمخترع للشخصية وبين الشخصية نفسها، موضحًا أنه -أي هيمنجواي- كمؤلف يصنع «مسافة» بينه وبين الشخصية قد «أصبح أكثر تمرسًا على ما يبدو». كما يري بينسون أن المسافات في أدب هيمنجواي الخيالي ضرورية وناجحة كما في باكورة أعماله مثل «الشمس تشرق أيضًا»، ولكن لو أنه بوصفه «الكاتب لم يصنع متعمدًا مثل هذه المسافة فسوف يفشل العمل الأدبي» كما حدث في أعمال لاحقة مثل «عبر النهر بين الأشجار». ويري بيكر أن «عبر النهر بين الأشجار» هي «رواية غنائية شعرية» يتجلي في كل مشهد من مشاهدها حقيقة كامنة من خلال الترميز. وبالنسبة لمايرز فإن «ريناتا» تعد مثالا للإسقاط، مثلها في ذلك مثل بطلات هيمنجواي الأخريات، فهي تعاني من «صدمة» كبيرة -وهي مقتل والدها الذي لحقه فقدان منزلها- أكتفي هيمنجواي بالإشارة إليها اقتضابًا.
ويخفض هيمنجواي تدريجيًا من السرد دافعًا القارئ لحل الارتباطات، فوفق ملاحظات ستولتزفيوس «يسير هيمنجواي القارئ إلى الجسر الذي يتوجب عليه أن يعبره وحده دون مساعدة الراوي.» ويعتقد هيمنجواي أنه إذا كان السياق أو الخلفية قد كُتب تقريبًا بيد آخر وبشكل جيد، فربما أمكن إسقاطه من كتاباته، فهو يقول معقبًا على العجوز والبحر أنه «في الكتابة تكون مقتصرًا على ما أُنْجِّز فعلا بشكلٍ مرضٍ، لذا فقد حاولت فعل شيء آخر، ففي البداية حاولت إقصاء كل شيء غير ضروري لإيصال التجربة إلى، القارئ، حتى أنه بعد أن يقرأ شيءً ما سيصبح جزءًا من تجربته ويبدو وكأنه قد حدث بالفعل.» ويرى بول سميث -الذي كتب «باكورة مخطوطات هيمنجواي: نظرية الإسقاط وتطبيقها»- أن هيمنجواي قد طبق نظرية الإسقاط في محاولة «لتعزيز الجبل الجليدي».

## الإرث

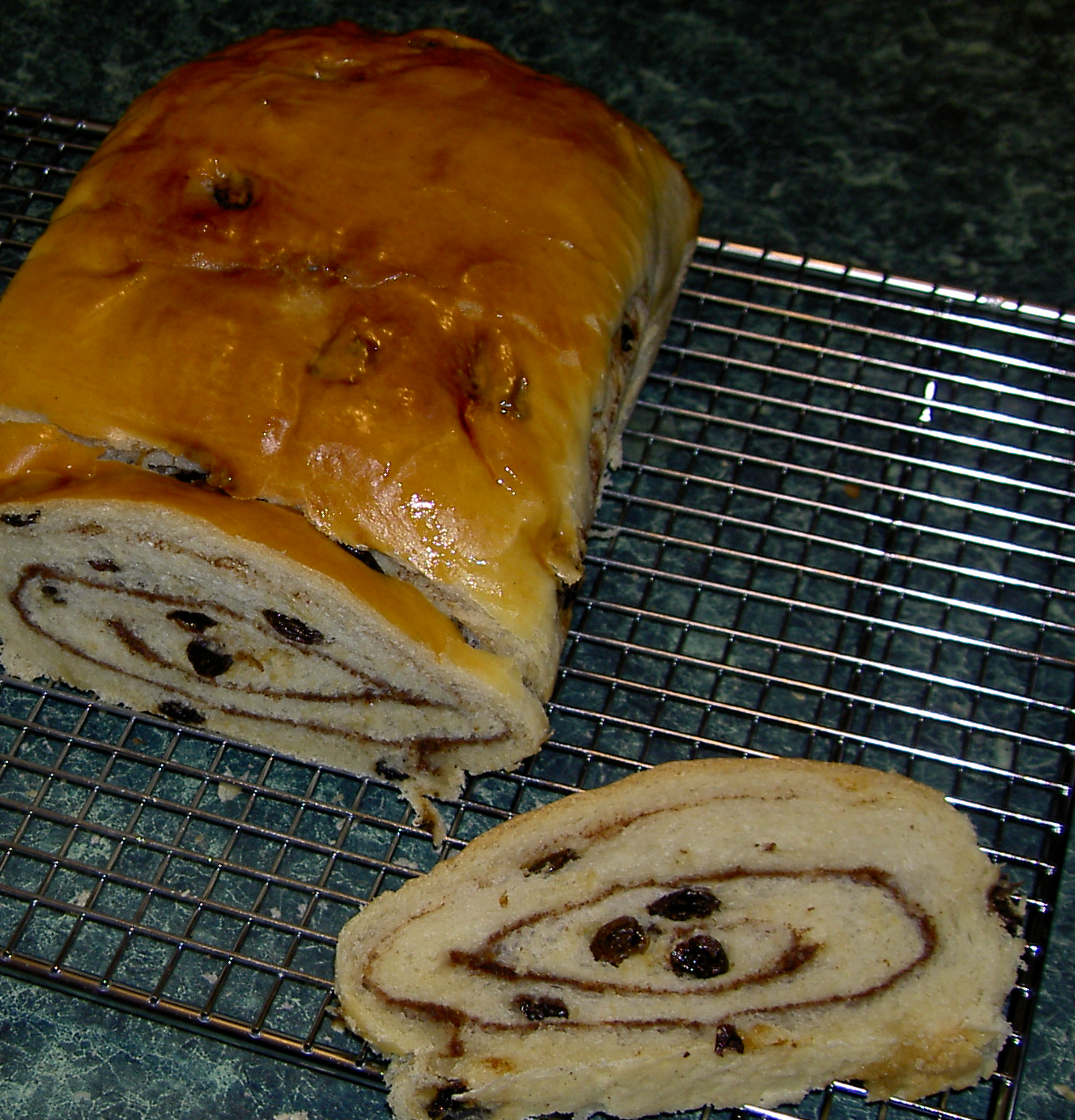
خبز الزبيب، وتبدو حبات الزبيب واضحة جدًا فيه

حاز هيمنجواي على جائزة نوبل في الأدب في أكتوبر عام 1954، وقد صرح مازحًا للصحافة بأنه يعتقد أن كارل ساندبيرغ واسحق دنسن كانا يستحقانها أكثر منه، ولكنه يرحب بأموال الجائزة. ولقد حصل هيمنجواي على الجائزة عن «اتقانه لفن السرد والذي ظهر مؤخرًا في روايته العجوز والبحر، وعن تأثيره على الأسلوب المعاصر.»
بعد أيام قليلة من التصريح تحدث هيمنجواي إلى مراسل جريدة «التايم» بينما كان في قارب الصيد خاصته قبالة سواحل كوبا. وعندما سُئل هيمنجواي عن استخدام الترميز في أعماله وخاصة روايته التي نشرت مؤخرًا «العجوز والبحر»، قال: